# منتخب جزر القمر تحت 17 سنة لكرة القدم
منتخب جزر القمر تحت سن 17 سنة لكرة القدم هو ممثل جزر القمر الرسمي في المنافسات الدولية في كرة القدم تحت سن 17 سنة .